# Albertijeva šifra
Albertijeva šifra ime je za prvu poliabecednu šifru, a izmislio ju je talijanski polimat Leone Battista Alberti oko 1470. godine. 
Osnova Albertijeve šifre je Cezarova šifra tj. substitucijska šifra, no inovacija je u tome da se šifrirana abeceda često mijenja što zavisi o odluci kriptografa (npr. poslije svake pete riječi). Za šifriranje poruke koristio se tajni ključ (posebna riječ) i posebna naprava tzv. Albertijev disk. S njegove vanjske strane je pokretni disk na kojem je ispisana latinska abeceda bez slova H, K, J, U, Y, te brojevi od 1 do 4. S unutarnje strane je nepokretni disk sa slučajnim rasporedom znakova bez brojeva. Čestim mijenjanjem šifrirane abecede, Alberti je uspio prorijediti frekvenciju čestih slova u jeziku i na taj način je osujetio kriptografske napade frekvencijskom analizom. Albertijeva je šifra uspješno razbijena tek u kasnom 19. stoljeću korištenjem Jean-Guillaume-Hubert-Victor-Francois-Alexandre-Auguste Kerckhoffove metode razbijanja poliabecednih šifri.